# Allen Wright
Allen Wright o Kilihoti (Mississipi, 1825-Oklahoma, 1885)) fou el cap principal dels choctaws de la tardor de 1866 fins a 1870. També es va convertir en ministre presbiterià després de graduar-se en el Union Theological Seminary a la ciutat de Nova York. Era molt actiu en el govern choctaw, ocupant diversos càrrecs d'elecció popular, i ha estat acreditat amb el nom d'"Oklahoma" per la terra que es convertiria en estat.

## Primers anys
Allen Wright va néixer al comtat d'Attla (sic), Mississipi en novembre de 1826. Membre de la Nació Choctaw d'Oklahoma, el seu nom de naixement fou Kilihote. El seu pare es deia Ishtemahilvbi i la seva mare era una choctaw pura sang que va morir el junt de 1832. El pare i els membres supervivents de la família deixaren Mississipi l'octubre de 1833 i arribaren a l'actual comtat de McCurtain (Oklahoma) el març de 1834. Segons la seva biografia publicada a les Chronicles of Oklahoma, el seu pare va morir el 1839. Va anar a viure amb el reverend Cyrus Kingsbury vora Doaksville, i anà a l'escola de la missió a Pine Ridge. Després de quatre anys ingressà a l'Acadèmia Spencer, la principal escola tribal choctaw, on hi va estudiar de 1844 a 1848. Li donaren el nom d'Allen Wright en honor del reverend Alfred Wright, un destacat missioner presbiterià entre els choctaws.
Després de quatre anys a Spencer fou un dels quatre estudiants elegits pel Consell Choctaw per assistir a la universitat en un estat oriental dels Estats Units. Wright va assistir a Delaware College a Newark (Delaware) de 1848 a 1850, quan l'escola va tancar. Després es va matricular a Union College a Schenectady (Nova York), on va obtenir una llicenciatura en Arts al juliol de 1852 i es va unir a una fraternitat. El setembre del 1852 va entrar en l'Union Theological Seminary a Nova York, on va rebre un Mestratge en Arts en Teologia el maig de 1855. Va ser el primer estudiant amerindi del Territori Indi en obtenir aquest grau. Després de graduar-se al seminari va ser ordenat com a ministre de l'Església Presbiteriana. Va tornar a la Nació Choctaw i es va convertir en l'instructor principal de l'Acadèmia Armstrong durant el curs escolar 1855-1856.
Al principi de la seva vida, Allen no estava ben informat sobre el cristianisme. L'exposició als missioners, especialment els presbiterians, el va portar a aprendre més sobre el tema. Al principi, es va mostrar escèptic, però a l'abril de 1846 es va unir a l'Església Presbiteriana. Més tard va començar a considerar una carrera en el ministeri i en última instància, se'n va anar al seminari.

## Matrimoni
Es va casar amb Harriet Newell Mitchell d'Ohio l'11 de febrer de 1857. Ella va néixer el 16 de desembre de 1844 a Dayton, Ohio. La Junta Presbiteriana de Missions la va enviar a la Nació Choctaw en 1855. Allí va conèixer i es va casar amb Allen Wright. Van tenir vuit fills.

## Carrera política i servei durant la guerra civil
Wright esdevingué membre del Consell Choctaw en 1856. Fou elegit tresorer de la Nació Choctaw en 1859, i novament membre del Consell Choctaw en 1861. Segons l'Encyclopedia of Oklahoma History and Culture, va ser elegit per dos termes a la Cambra de Representants Choctaw a tres termes com a tresorer de la Nació Choctaw. Wright va signar el tractat de 1861 que aliava la Nació Choctaw amb els Estats Confederats d'Amèrica. Posteriorment, es va unir a l'exèrcit confederat.
El 25 de juliol de 1862, Wright es va unir a la Companyia del Capità Wilkin d'Infanteria Choctaw el 25 juliol 1862. Va ser traslladat a la Companyia F dels Rifles Muntats Choctaw i Chickasaw el 13 de juny de 1863. Quan va acabar la guerra, el cap choctaw Peter Pitchlynn el va enviar com a delegat a la conferència de Fort Smith, on es va signar un armistici.

## Després de la guerra civil
Wright fou elegit cap principal de la Tribu Choctaw en 1866, i serví fins al 1870. Alguns dels seus èxits més importants inclouen:
- La traducció de les lleis de la Nació Chickasaw de l'anglès al choctaw
- Compà un diccionari choctaw, Chahta Leksikon (1881), per a usar a les escoles tribals.
- Va traduir el Llibre dels psalms de l'hebreu al choctaw

Wright representà la Nació Choctaw al Consell de Fort Smith i signà el Tractat de Reconstrucció de 1866. Quan els comissionats federals van proposar consolidar tots els territoris de les tribus índies sota un consell inter-tribal, va suggerir el terme Oklahoma com a nom per al Territori.
En 1885 també exercí com a editor i traductor de l'Indian Champion i va ser membre fundador de la primera lògia maçònica a Oklahoma. També fou membre de la Royal Arch Masons a Maryland, a la que es va unir en 1866.
Wright fou superintendent d'escoles de la Nació Choctaw de 1880 a 1884.
Wright va morir a Boggy Depot (Territori Indi) el 2 de desembre de 1885. Fou enterrat al cementiri de Boggy Depot. La seva vídua va morir el 25 de desembre de 1894 a la vila d'Atoka. També fou enterrada a Boggy Depot.